# فيث براون
فيث براون (بالإنجليزية: Faith Brown)‏ هي مغنية ومقدمة تلفزيونية وممثلة بريطانية، ولدت في 28 مايو 1944 في ليفربول في المملكة المتحدة.

## وصلات خارجية
- فيث براون على موقع IMDb (الإنجليزية)
- فيث براون على موقع ميوزك برينز (الإنجليزية)
- فيث براون على موقع ديسكوغز (الإنجليزية)
- فيث براون على موقع قاعدة بيانات الفيلم (الإنجليزية)
- فيث براون على موقع كينوبويسك (الروسية)